# Bandini 750 sport internazionale
La Bandini 750 sport internazionale chiamata anche semplicemente saponetta, è un'autovettura costruita dal 1957 al 1961 dalla Bandini Automobili di Forlì.
Questo nuovo tipo di vettura, approntata per la categoria 750 sport, sostituì la produzione della sport siluro. L'aggettivo internazionale intendeva rendere onore ai meriti raccolti oltreoceano dalla 750 sport siluro mentre "saponetta" è il nome con cui venne identificata dallo stesso Ilario Bandini per le sue forme rotondeggianti, simili appunto a quelle di una saponetta. Come il modello che ha sostituito, anche la saponetta, fu molto richiesta negli Stati Uniti dove fu utilizzata sia come auto da corsa che come "fuori serie" da esibire per le strade della città.
Il suo debutto in gara risale alla Mille Miglia del 1957 (prova del mondiale) guidata da Bruno Garavini, con un motore 750 cm³ Bandini-Crosley aggiornato (seconda serie) soprattutto nella testa riconoscibile per lo spinterogeno montato tra i due alberi a camme e i coperchi delle punterie inclinati a 45° con vistose nervature longitudinali.
La saponetta, mantenne le caratteristiche di semplicità e leggerezza pur migliorando la tenuta di strada e la penetrazione aerodinamica. Dote che venne sfruttata in autodromi come il celebre circuito di Daytona e l'anello ad alta velocità dell'autodromo di Monza.

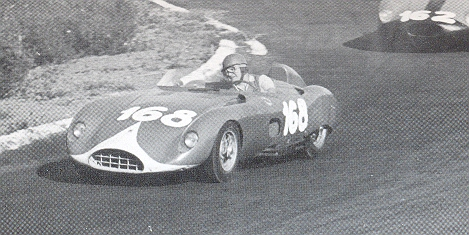
Ilario Bandini sulla saponetta

## La storia
Nonostante i successi non siano mancati, in U.S.A. e nelle gare in salita e circuito italiane, la "saponetta" pagò inizialmente il rapido evolversi del regolamento che vide in poco tempo l'aumento di cilindrata ad 850 cm³ e poi a 1000 cm³. Tuttavia si dimostrò una vettura veloce e ben riuscita, capace di esprimersi ad alti livelli anche con cilindrate superiori raccogliendo vittorie con Gene Parsons, James Eichenlaub (entrambi ex aequo vicecampioni statunitensi SCCA nel 1958), Dave Lang (terzo nella classifica finale 1961 con sole quattro gare: tre primi e un secondo posto), Skip Callanan, Paul Richards, Victor Lukens, Jack Connolly, Giorgio Cecchini e Ilario Bandini in circuito e in salita fino al 1965. Vittorie di maggior prestigio se si considera che spesso le auto concorrenti avevano il motore al retrotreno; scelta destinata a condizionare tutto l'automobilismo sportivo. In questo contesto è di maggior rilievo il terzo posto alla Trento-Bondone nel 1964 (valido per il campionato europeo della montagna) e il quarto posto al Circuito stradale del Mugello del 1965 (prova valevole per il campionato mondiale sport) entrambi ottenuti da Antonio Benelli.

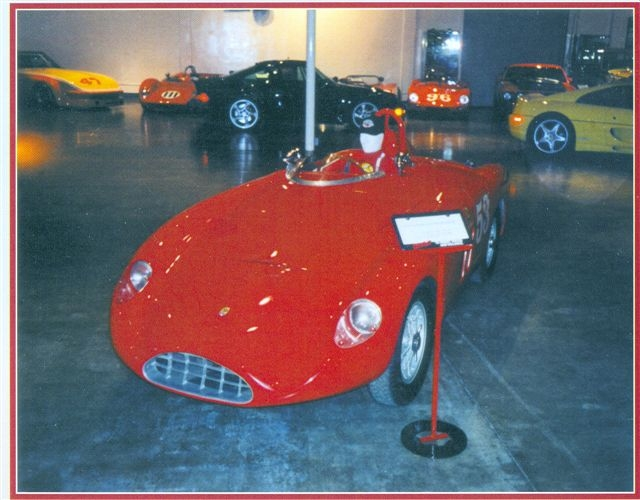
La 750 sport internazionale al museo di Los Angeles

Oggi, delle nove "saponetta" rimaste, una si trova esposta al museo Marconi di Los Angeles, due sono conservate al museo Bandini di Forlì.

## Il telaio

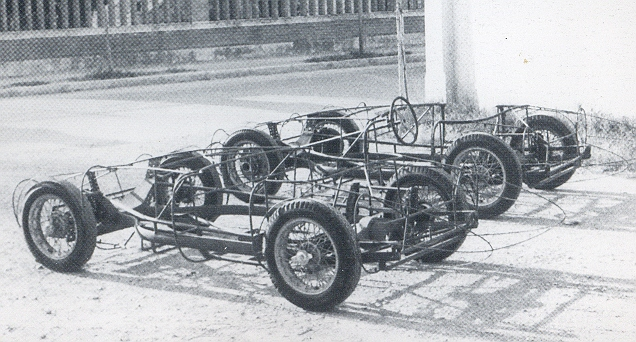
Due telai della saponetta.

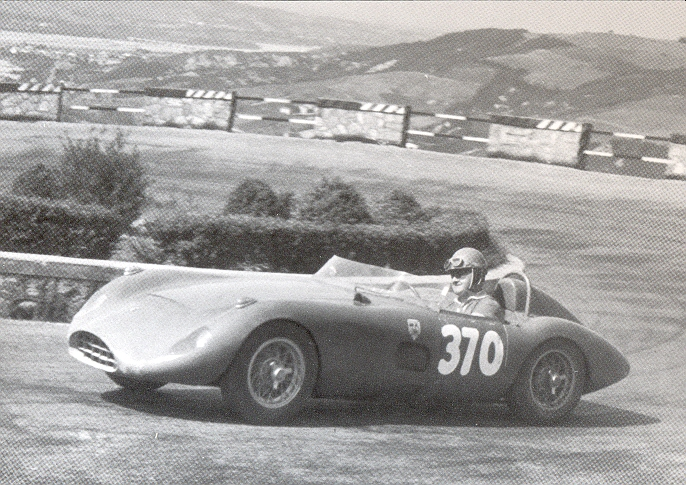

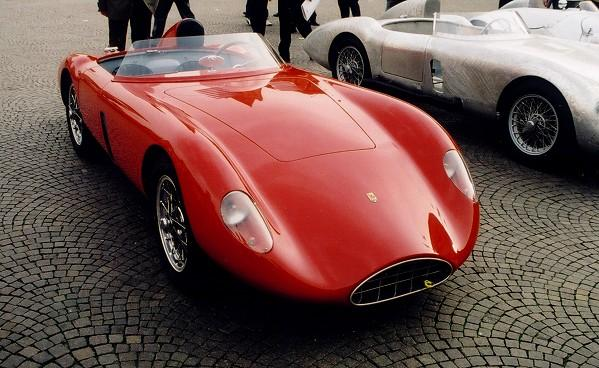

Il telaio, di costruzione Bandini, pur utilizzando la stessa tipologia di elementi della 750 siluro, viene modificato nelle dimensioni e nella distribuzione dei pesi. 
Aumenta il passo e le carreggiate, l'altezza da terra viene sensibilmente ridotta e anche la posizione del pilota viene notevolmente abbassata. Il vano motore, più grande, permetterà l'alloggiamento dei successivi motori 850 e 1000 cm³.
La sospensione posteriore si arricchisce di un dispositivo anti-tramp e, in qualche eccezione, di un sistema a ruote indipendenti.
- Struttura e materiale: a traliccio di tubi a sezione ellittica, in acciaio speciale di derivazione aeronautica; brevetto nº 499843
- Passo: 2100 mm
- Sospensioni:
  - anteriore: indipendenti, a triangoli sovrapposti con ammortizzatori oleodinamici telescopici inclinati e molle cilindriche elicoidali coassiali; barra stabilizzatrice
  - posteriore: a ponte rigido con due balestre semiellittiche longitudinali e ammortizzatori oleodinamici telescopici verticali, dispositivo anti-tramp
- Impianto frenante:
  - di servizio: idraulico, a tamburo anteriori autoventilanti e posteriori alleggeriti
  - di stazionamento: meccanico a nastro, sull'albero di trasmissione

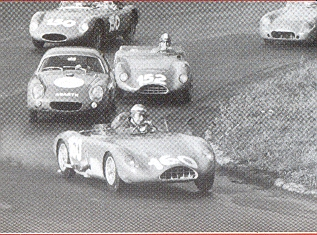

- Sterzo: a vite senza fine con smorzatore di vibrazioni sul piantone
- Guida: a sinistra (a destra su richiesta)
- Ruote: a raggi Borrani 15" o 12"
- Pneumatici: 4.25x15 / 5.20x12"
- Serbatoio: 45 Litri
- Trasmissione:albero di trasmissione con giunti cardanici, differenziale centrale e semiassi al retrotreno
- Peso: telaio nudo 21 kg,
- Peso complessivo:   340-390 kg
- Velocità massima: 185 km/h (750 cc), 200 km/h (1000 cc)

## I motori
La saponetta nacque con il motore Bandini-Crosley 750 cm³ ma dal 1959 fu utilizzata anche con motori 850 cm³ e 1000, primi motori costruiti completamente alla Bandini con trasmissione a catena, il cui progetto è datato 1955. Si registrano inoltre, esemplari che hanno corso con motori Saab e Ford.

### Bandini-Crosley 750 seconda serie

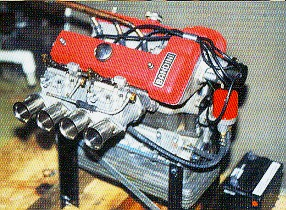
Il motore Bandini seconda serie

- Posizionamento: anteriore longitudinale, 4 cilindri in linea
- Materiali e particolarità: basamento a 5 supporti di banco e coppa in lega d'alluminio di 5 litri di capacità, testa in lega d'alluminio bialbero, distribuzione a ingranaggi doppio albero a camme in testa, 8 valvole inclinate, cilindri cromati smontabili e monoblocco di ghisa.
- Alesaggio: 63,5 mm
- Corsa: 59 mm
- Cilindrata: 747 cm³
- Rapporto di compressione: 9,4:1
- Alimentazione: 2 carburatori Weber doppio corpo 35DCO3
- Potenza: da 68 a 71 hp @ 8500 rpm
- Lubrificazione: Carter umido con pompa a ingranaggi e filtro esterno a rete metallica, radiatore in alluminio
- Raffreddamento: forzato a liquido con pompa centrifuga comandata da puleggia e cinghia, radiatore inclinato, all'avantreno
- Cambio e frizione: 4 marce + RM, frizione monodisco a secco
- Accensione e impianto elettrico:  bobina e distributore-ruttore sulla testa, batteria 12 V e dinamo

### Bandini 1000

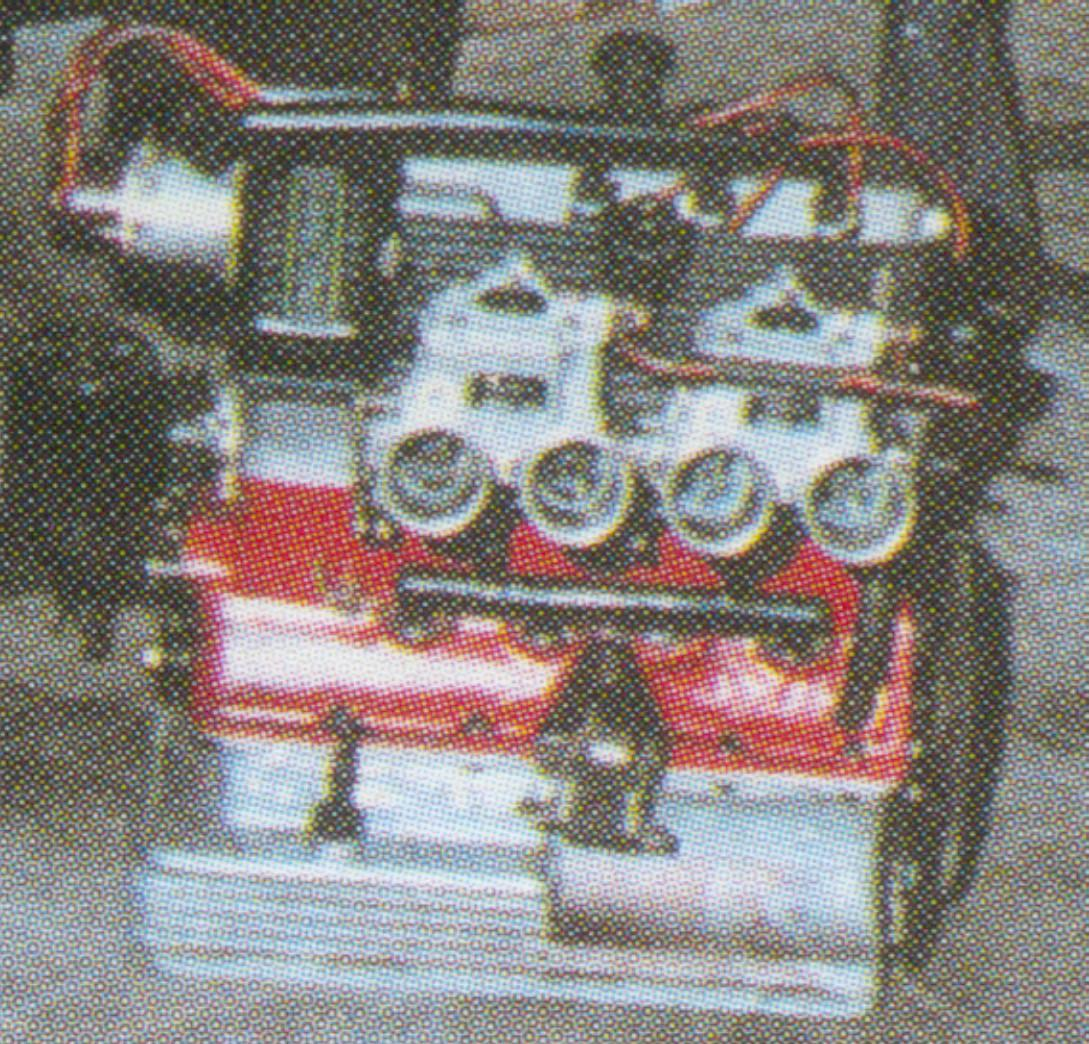
Il motore Bandini bialbero 850 cm³.

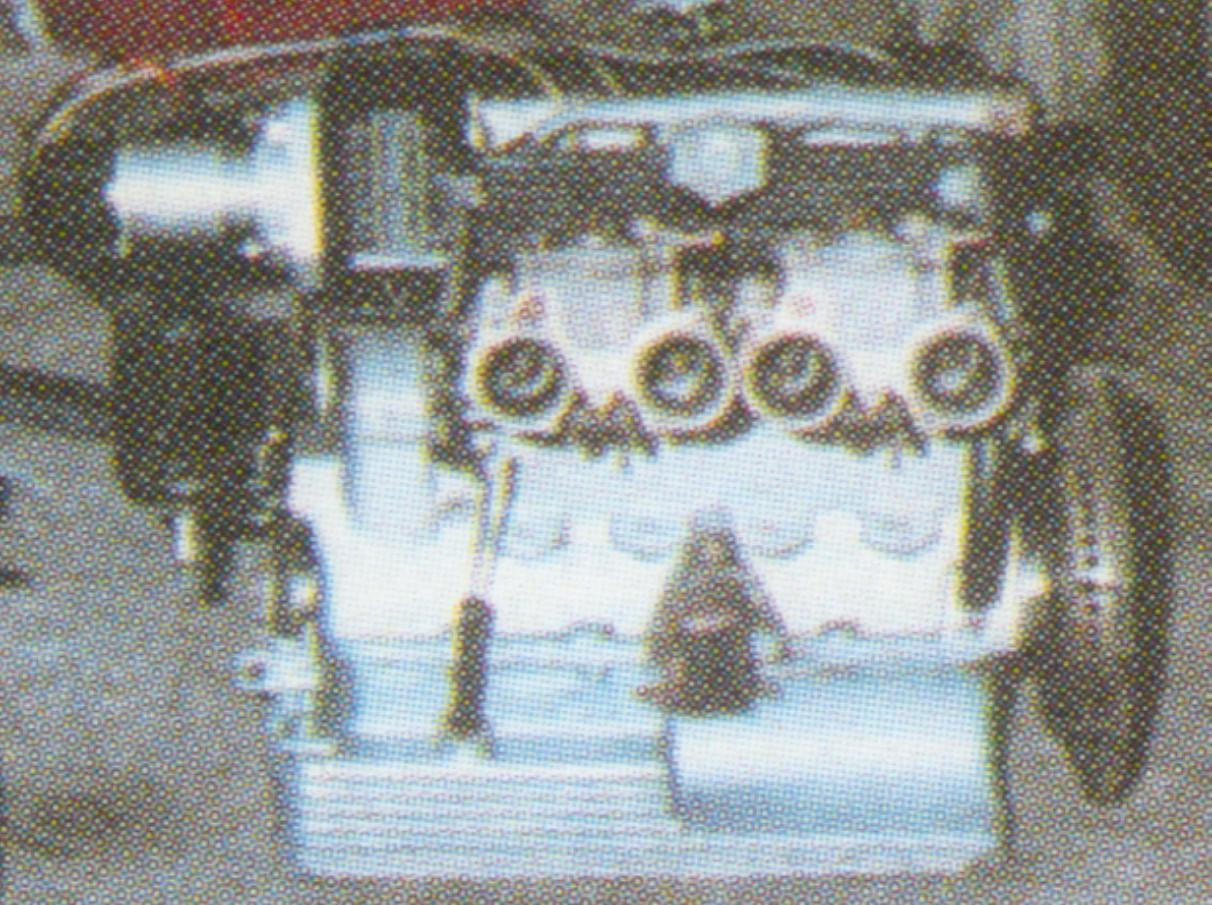
Il primo motore Bandini bialbero 1000 cm³

- Posizionamento: anteriore longitudinale, 4 cilindri in linea
- Materiali e particolarità: doppio albero a camme trasmissione del moto a catena e ingranaggi in testa d'alluminio camera di scoppio emisferica, monoblocco e basamento a cinque supporti di banco  in unica fusione di lega d'alluminio, coppa dell'olio in lega leggera, canne dei cilindri in ghisa cromate e smontabili
- Alesaggio: 68 mm
- Corsa: 68 mm
- Cilindrata: 987 cm³
- Rapporto di compressione: 9,5:1
- Alimentazione: 2 carburatori Weber doppio corpo 38DCO3
- Potenza: 90 CV @ 7200 rpm
- Lubrificazione: Carter umido con pompa a ingranaggi e filtro esterno, radiatore in lega d'alluminio
- Raffreddamento: forzato a liquido con pompa centrifuga comandata da puleggia e cinghia, radiatore inclinato, all'avantreno
- Cambio e frizione: 4 marce + RM, frizione monodisco a secco
- Accensione e impianto elettrico:  bobina e distributore-ruttore sulla testa, batteria 12 V e dinamo

## La carrozzeria

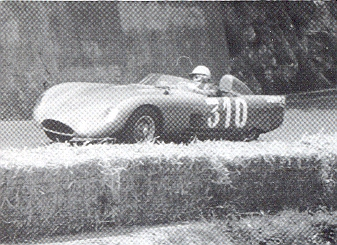

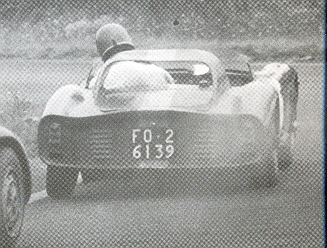

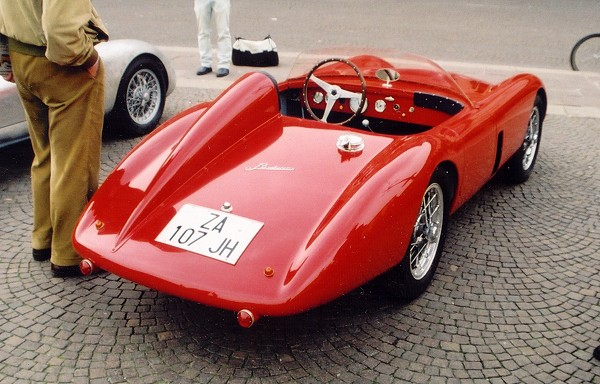

Le carrozzerie in alluminio biposto aperte (barchetta) vengono costruite a Forlì dalla Bandini.
Dal primo esemplare all'ultimo tipo, hanno subito modifiche anche radicali nella coda: nella prima versione apparivano lateralmente due pinne verticali, alcune presentano una coda tronca, nel modello definitivo è allungata, bassa e pulita. 
La parte anteriore invece appare definitiva se non in lievi differenze di forma della presa d'aria anteriore, una composizione di un ellissoide e una semicirconferenza.
Significativa tra un modello e l'altro è invece lo sfogo dell'aria calda laterale del vano motore, talvolta rettangolare, trapezoidale smussata, a parallelogrammo singola o doppia. Sempre una presa d'aria, diretta all'interno dell'abitacolo (cilindrica con apertura su metà faccia laterale) caratterizza le auto con cui ha corso Ilario Bandini.
Varia notevolmente l'altezza o la forma del parabrezza mentre una paratia mobile può essere montata sull'abitacolo per diminuire la resistenza aerodinamica La stessa attenzione era rivolta alle ruote posteriori che potevano essere coperte per metà da una paratia asportabile. Sotto questo aspetto è curioso vedere come la norma che introduceva l'uso del roll-bar possa essere stata sfruttata per creare una carenatura che sembra avere anche la funzione di un alettone.